# USS Arizona (BB-39)
Pour les autres navires du même nom, voir USS Arizona.
L’USS Arizona (BB-39) était un cuirassé de la Marine américaine, de la classe Pennsylvania, baptisé en l'honneur de l'Arizona, 48e État de l'Union. Il servit pendant la Première Guerre mondiale mais il est surtout connu pour son bombardement par l'armée japonaise au cours de l'attaque de Pearl Harbor du 7 décembre 1941. L'incendie, qui dura près de trois jours, et le naufrage du navire provoquèrent la mort de 1 177 hommes, soit près de la moitié du total des victimes américaines de l'attaque (2 403). Le 2 avril 2024, Le dernier survivant de l'USS Arizona, Lou Conter est décédé à l'âge de 102 ans.

## Construction
Le 4 mars 1913, le Congrès américain autorise la construction du second et dernier cuirassé « super-dreadnought » de la classe Pennsylvania, l'Arizona. La construction de sa coque débute au Brooklyn Navy Yard à New York le 16 mars 1914. Il est lancé le 19 juin 1915, parrainé par Miss Esther Ross, fille d'un célèbre pionnier de l'Arizona. Il a été baptisé, non avec une bouteille de champagne (prohibition oblige), mais avec une bouteille contenant de l'eau du barrage Theodore-Roosevelt nouvellement construit en Arizona.
Le bateau est mis en service le 17 octobre 1916 sous le commandement du capitaine John D. McDonald.

## Années 1910

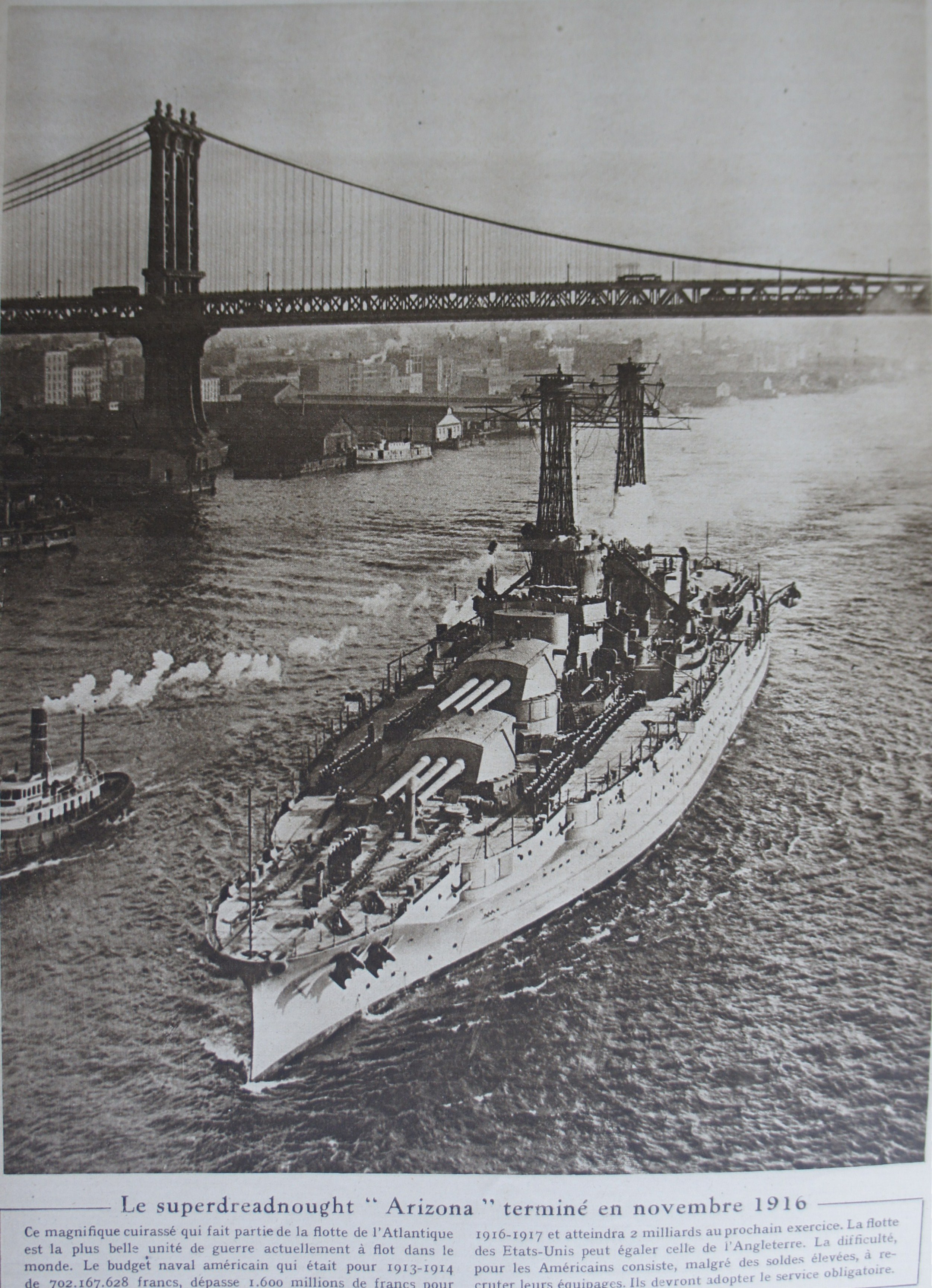
En 1916.

Le navire ne participe pas aux combats de la Première Guerre mondiale. Il assure des patrouilles sur la côte Est. Une semaine après l'Armistice du 11 novembre 1918, l’Arizona quitte Hampton Roads pour l'île de Portland, en Angleterre, qu'il atteint le 30 novembre, puis va à la rencontre du navire George Washington, qui amène le président Woodrow Wilson à la conférence de paix de Paris. L’Arizona, sert alors de navire d'escorte au président des États-Unis jusqu'au port de Brest en Bretagne le 13 décembre.
L’Arizona embarque ensuite 238 vétérans de guerre et retourne à New York où il arrive le lendemain de Noël. Le Secrétaire à la Marine monte à bord avant que le cuirassé fasse une entrée triomphale dans le port de New York. L’Arizona retourne ensuite à sa base de Norfolk. Après des manœuvres dans la baie de Guantánamo en février, il retourne à Brest où il arrive le 21 avril. Il part ensuite pour Smyrne, en Asie mineure (actuelle Izmir), pour protéger les citoyens américains durant l'occupation grecque du port, et l'affrontement avec les nationalistes turcs qu'elle provoque. L’Arizona abrite alors temporairement des nationaux grecs alors qu'un détachement du navire garde le consulat américain. Le cuirassé quitte Smyrne le 9 juin pour Istanbul où il amène le consul des États-Unis, Leland F. Morris, avant de retourner à New York qu'il atteint le 30 juin 1919.

## Années 1920
Le navire va ensuite être affecté dans la zone d'Amérique centrale. Franchissant plusieurs fois le canal de Panama, il participe alors à des manœuvres aussi bien en mer des Caraïbes qu'au sud de la Californie, jusqu'à Hawaï.
Le 15 juillet 1929 , il entre pour 20 mois de travaux de modernisation des mâts à trépieds, surmontés de trois postes de contrôle de tir, qui remplacent les vieux mâts en cage. Le nombre de canons de calibre 5"/51 est réduit à douze et huit 5" (127 mm), des canons anti-aériens de calibre 25 remplacent les calibres 3" (76 mm). Le navire reçoit aussi un blindage supplémentaire pour protéger ses parties vitales des bombes et des caissons en protection contre les torpilles. Le navire est également équipé de nouvelles chaudières et de nouvelles turbines. L’Arizona est remis en service le 1er mars 1931.

## Années 1930

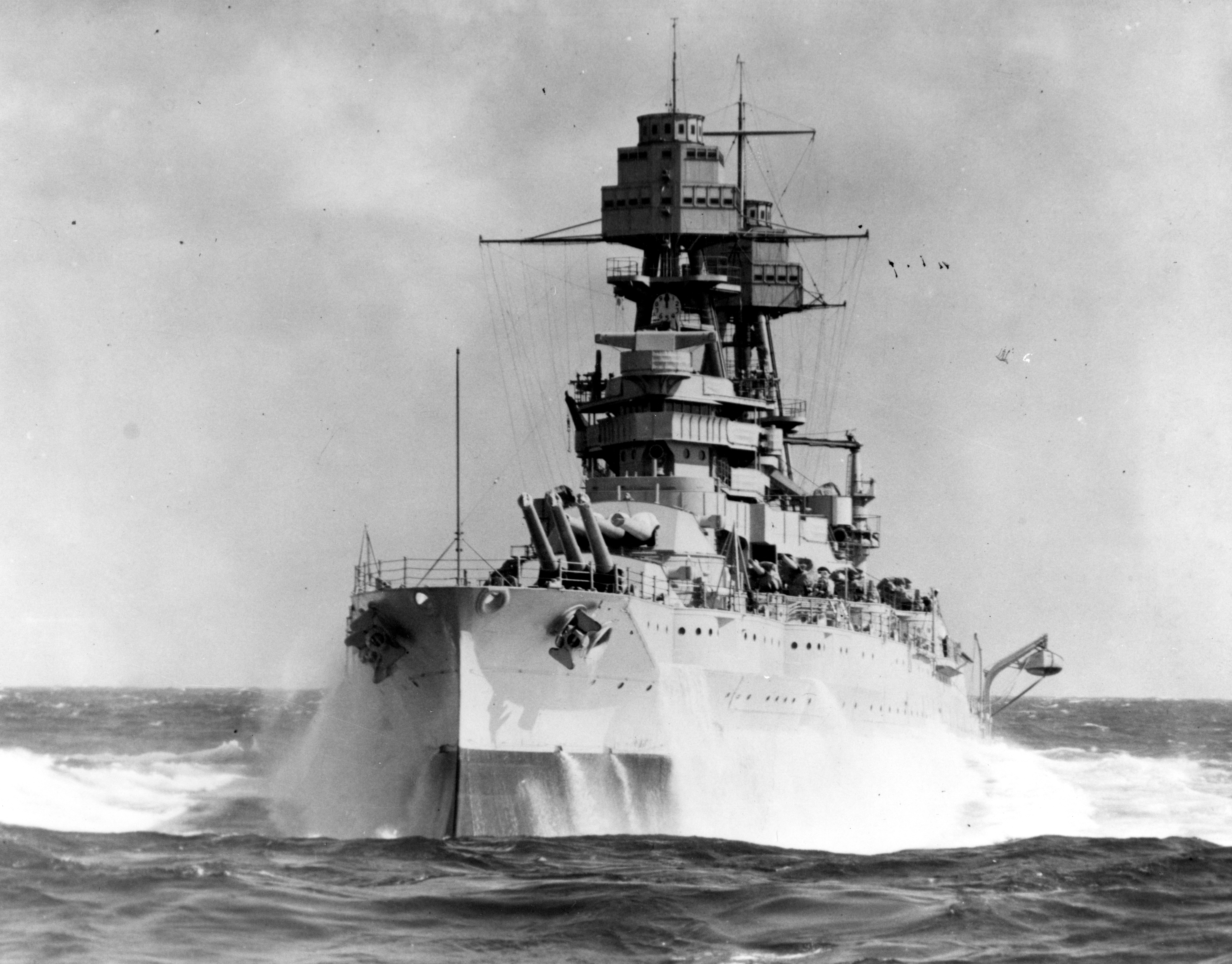
USS Arizona (BB-39) à la suite de sa modernisation au début des années 1930.

Deux semaines plus tard, le 19 mars, le président Herbert Hoover embarque à bord à Hampton Roads à destination de Porto Rico et des îles Vierges. De retour le 29 mars, le navire procède alors à des essais à la suite de sa modernisation. Il retourne alors à San Pedro où il est affecté à la Division cuirassée no 3 de la Battle Force.
Durant la décennie qui suit, il continue à opérer au sein de la Battle Fleet et prend part à la succession des Fleet problems qui emmène la flotte des eaux du Nord-Est Pacifique et d'Alaska à celles des Antilles. Le navire et son équipage apparaissent dans le film Voici la marine réalisé en 1935 par Lloyd Bacon, étant largement au centre du tournage du film.
Le 17 septembre 1938, l’Arizona devient le navire-amiral de la Division des cuirassés no 1 quand le contre-amiral Chester Nimitz (plus tard commandant en chef de la flotte Pacifique) apporte son pavillon à bord. Détaché le 27 mai 1939 comme chef du Bureau of Navigation, Nimitz est remplacé par le contre-amiral Russell Willson.

## Années 1940
Le successeur de l'amiral Chester Nimitz, le contre-amiral Russel Wilson, a pris le commandement de l'USS Arizona à San Pedro (Californie). La tension, qui règne dans le Pacifique, s'intensifie sensiblement. Alors l'amiral Nimitz prend la responsabilité de la flotte. Le 2 avril 1940, l’Arizona pénètre dans les eaux hawaïennes, et a été ordonné sur la côte afin d'être révisé à Puget Sound Naval Shipyard dans l’État de Washington. La révision se termine le 23 janvier 1941. À cette époque, le contre-amiral Isaac C.Kidd relève l'amiral Nimitz et prend le commandement du cuirassé. L’Arizona retourne à Hawaï en février 1941. Le dernier voyage sur la côte Ouest a eu lieu de juin à début juillet. Le navire retourne à Pearl Harbor. L'équipage de l’Arizona subit d'intenses exercices de combat de préparation, comprenant souvent des exercices d'attaques aériennes. Le 27 octobre 1941, l'USS Arizona est entré au Drydock no 1 pour des ajustements et réparations mineures.
Peu de temps après, l’Arizona rejoint la flotte. (Les mouvements exacts du navire pour le mois précédant sa destruction ne sont pas clairs, vu que le journal de bord a été perdu lors du naufrage). Le 6 décembre 1941, l’Arizona est amarré sur la côte Est de l'île de Ford. L'USS Vestal accoste à son tour, peu de temps après, pour préparer le cuirassé aux réparations prévues pour le lundi 8 décembre 1941. À 10 h du matin, l'amiral Kidd fait un appel de 15 minutes, à bord du Vestal. Plus tard, le capitaine du navire de réparation, est monté à bord de l’Arizona pour parler avec l'ingénieur en chef du navire.
Beaucoup de membres de l'équipage étaient en permission ce samedi. Certains des hommes mariés de l'équipage avaient leur femme sur l'île. Près de 50 hommes étaient à terre au moment de l'attaque. Néanmoins, la majorité des hommes étaient de retour sur le navire avant minuit.

## Attaque de Pearl Harbor

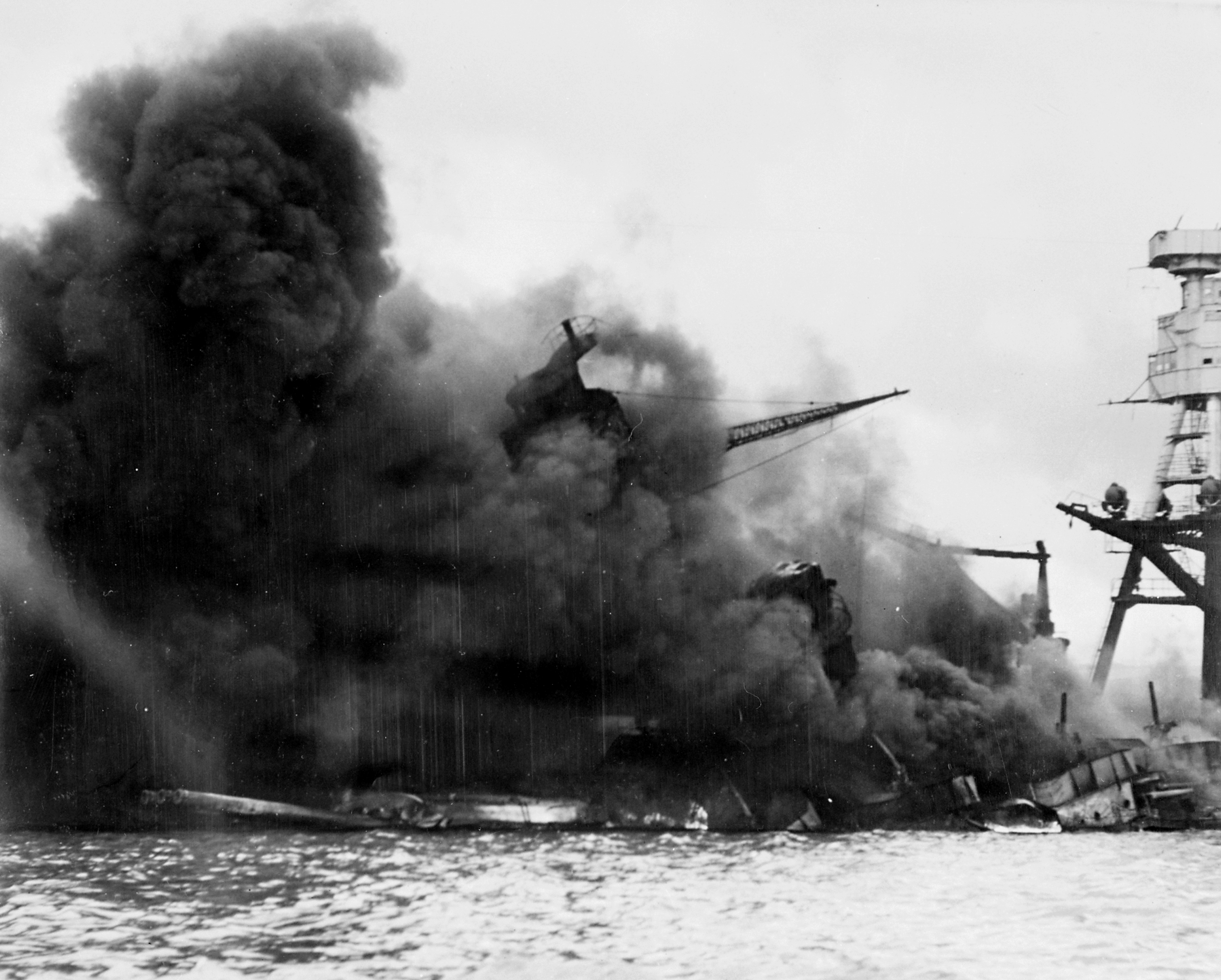
L'USS Arizona après l'attaque de Pearl Harbor, le 7 décembre 1941

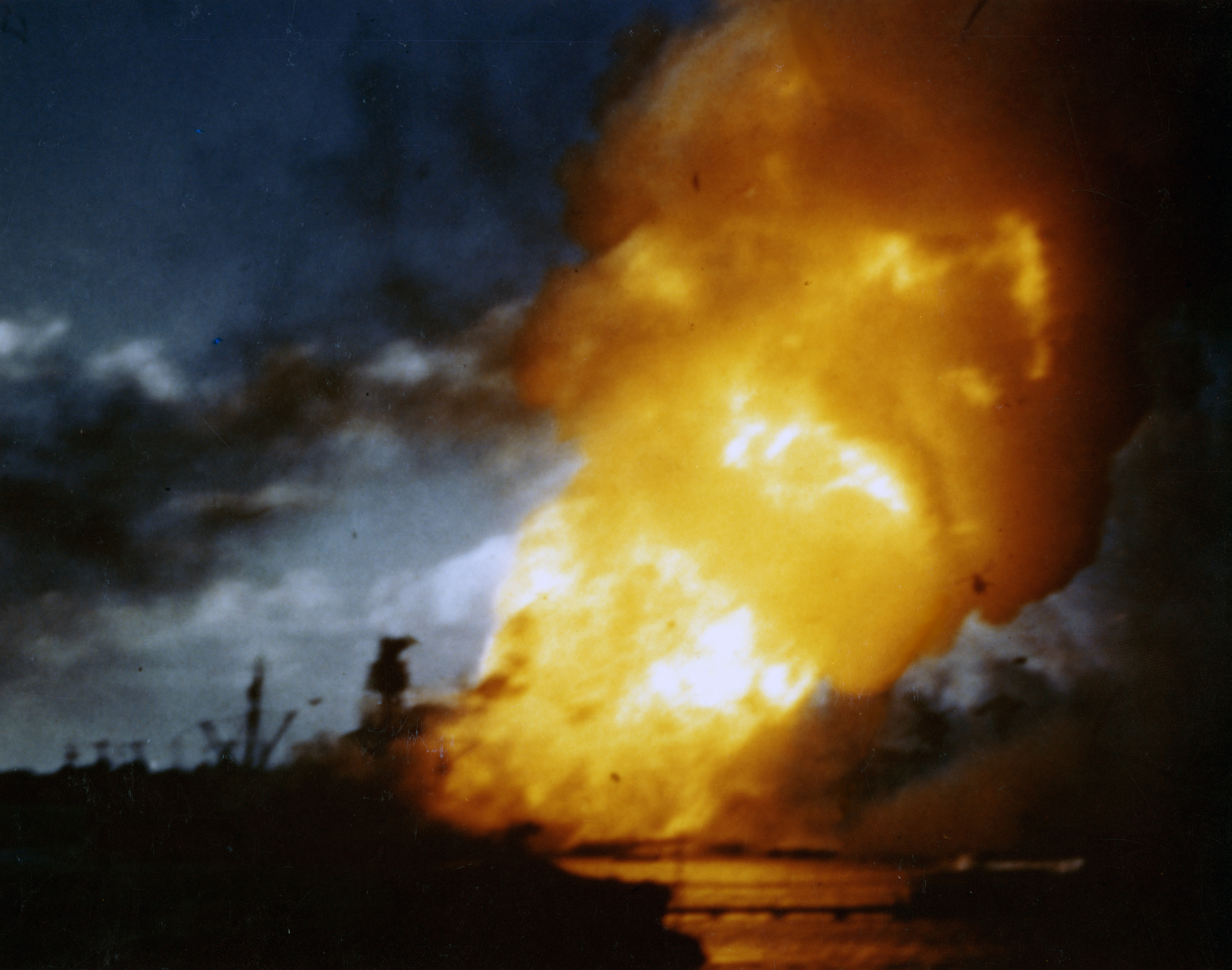

Lors de l'attaque de Pearl Harbor, l’Arizona faisait partie des cuirassés mouillés à proximité de l'île Ford. Situé dans l'allée des cuirassés, il se trouvait à couple du Vestal. Dès le début de l'attaque, l'USS Arizona subit l'attaque japonaise et les avions qui viennent de mitrailler le pont de l'USS Nevada lâchent leurs torpilles sur le couple Arizona - Vestal. Une de ces torpilles touche le cuirassé au niveau de la tourelle no 1. Une autre touche le navire en son milieu. Avec deux torpilles encaissées, l’Arizona ne tarde pas à subir des voies d'eau importantes qui le mettent à mal. Bientôt, l’Arizona se révèle être la cible de bombes dont l'une détruit la tourelle 4 et provoque un incendie. Une certaine confusion se met à régner sur le navire et l'amiral Kidd s'improvise servant de mitrailleuse en repoussant le cadavre du mitrailleur d'origine. À ce moment, la chaufferie avant du cuirassé explose. On n'a jamais expliqué la raison de cette explosion, aucune bombe n'ayant semble-t-il touché la chaudière. La chaufferie aurait pu exploser à la suite d'une inondation.
Un incendie se déclare, menaçant des soutes à munitions. Devant le danger, l'équipage se doit de noyer les soutes pour empêcher l'explosion qui signerait la fin du cuirassé. Mais la confusion et le nombre important d'officiers absents fait que les clés ne sont pas retrouvées et une terrible explosion finit par se produire à l'avant du navire. Les flammes de l'incendie s'élèvent à près de 500 mètres de hauteur, alors que l'avant du navire est complètement dévasté. Des débris de matériels et des parties d'êtres humains sont propulsés sur les navires avoisinants. Près de 1 100 hommes et 40 officiers sont tués par l'explosion, dont l'amiral Kidd et le commandant du navire (Van Valkenburgh). Devant pareil désastre, les survivants ne peuvent empêcher le navire de couler.
Les hommes choqués par les explosions se jettent à l'eau ou tentent d'atteindre le navire-atelier Vestal auquel le cuirassé est arrimé. Néanmoins, malgré l'état désastreux du pont du navire qui émerge encore de l'eau, d'autres survivants continuent à tirer à la mitrailleuse. D'autres encore luttent contre le feu qui dévore le navire ou tentent de secourir des marins qui se sont jetés à l'eau. L’Arizona compte 1 177 morts et seulement 44 blessés sur 1 511 hommes d'équipage : une proportion de blessés très faible par rapport au nombre de morts. En coulant, le navire coupe l'accès d'eau à l'île[réf. nécessaire], qui devait pourtant acheminer l'eau pour éteindre les incendies. Plus tard, à la suite de l'attaque, l'USS Arizona contrairement à l'USS West Virginia est complètement évacué. Enfin, après la bataille, l’Arizona est définitivement considéré comme irrécupérable.

## Mémorial

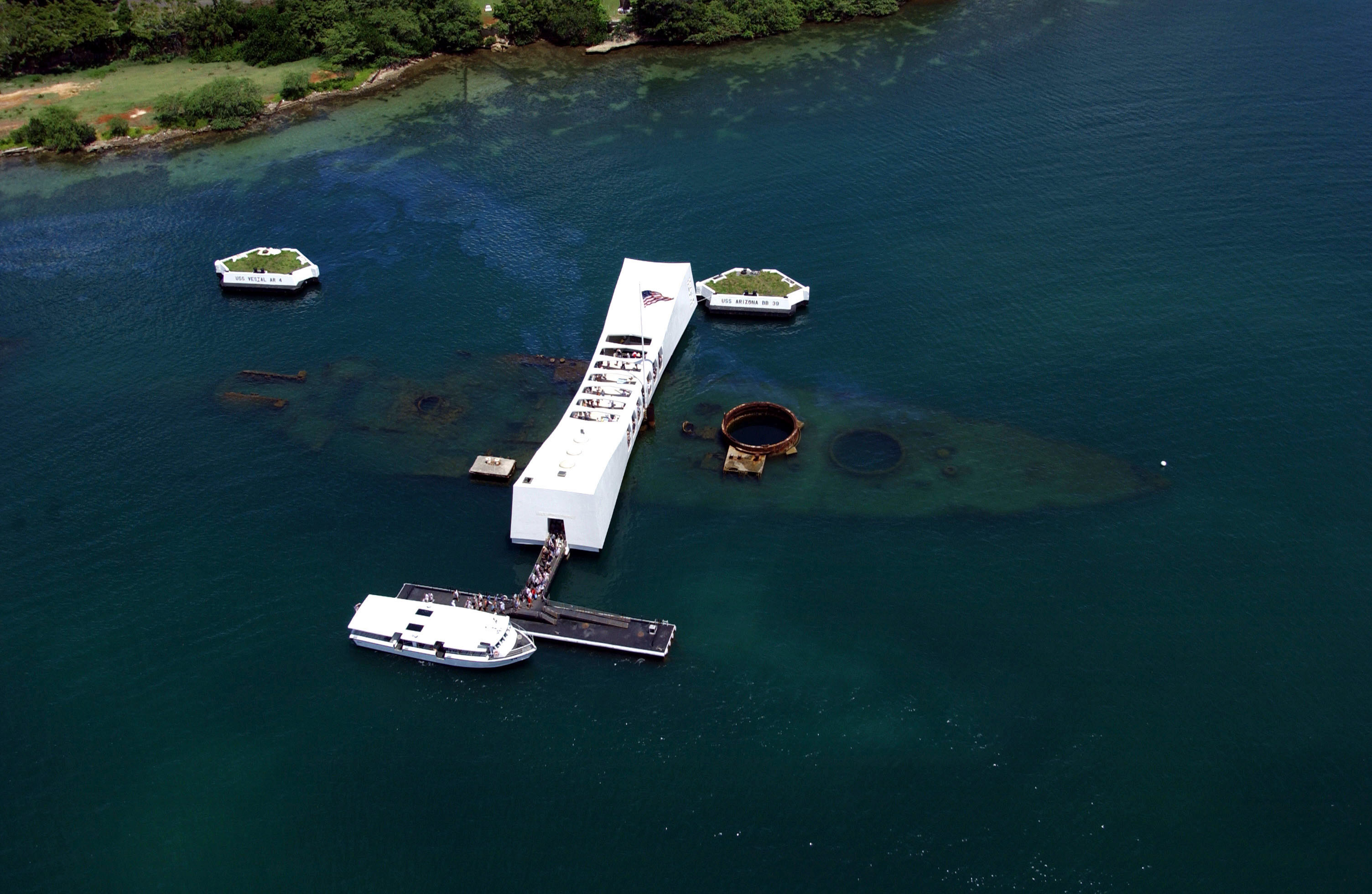
Vue aérienne du mémorial de l'USS Arizona, l'épave peut être aperçue sous le mémorial.

L'épave de l’Arizona est restée dans les eaux du port de Pearl Harbor et est devenue un mémorial pour ses marins qui ont péri à son bord en 1941. Le 7 mars 1950, l'amiral Arthur W. Radford, commandant en chef de la flotte du Pacifique, institua la levée des couleurs au-dessus de l'épave. Des lois sous les présidences de Dwight D. Eisenhower et John F. Kennedy en firent un haut lieu national le 30 mai 1962. L'épave a été inscrite au Registre national des lieux historiques en 1966 et est devenue un National Historic Landmark le 5 mai 1989. Un mémorial fut construit au-dessus de l'épave, dont une pièce listant sur un mur de marbre le nom de tous les membres d'équipage disparus. Les navires de guerre des marines étrangères, dont la marine japonaise, saluent lors de leur passage devant l'épave.
Une des cloches de l'USS Arizona se trouve à l'Université d'Arizona. L'université a construit le bâtiment de l'Union des étudiants en s'inspirant de la forme de l'étrave du cuirassé.
Le 25 mars 1961, le chanteur américain Elvis Presley donna un concert exceptionnel de charité pour la construction du mémorial, il récolta 53 000 dollars.

## Anecdote
L'USS Arizona fut l'un des premiers navires pris pour cible par les Japonais car[réf. nécessaire] peu d'hommes le défendaient au moment de l'attaque. En effet, la veille, un grand concours, regroupant les différents orchestres de la flotte de navires, avait été organisé. Ce fut l'orchestre de l'USS Arizona qui l'emporta et eut l'honneur d'animer le bal qui suivait. Tous les membres de l'équipage furent mis à l'honneur au cours de cette soirée et ceux-ci ne rentrèrent qu'au petit matin pour récupérer d'une nuit festive.
USS Arizona est le titre d'un épisode (saison 17 : épisode 20) de la série NCIS qui raconte le vol d'une médaille Purple Heart par un vétéran de l'attaque qui veut faire reconnaître son droit à être inhumé dans l'épave du navire.